# Tersilochus consimilis
Tersilochus consimilis là một loài tò vò trong họ Ichneumonidae.